# Falanges do pé

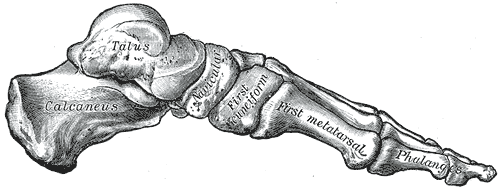
Falanges do pé

As falanges do pé (Phalanges digitorum pedis) são ossos largos, em número de três para cada dedo (exceto o polegar do pé, que tem apenas dois), denominados 1, 2 e 3 ou falange proximal, falange média e falange distal, respectivamente; contam de um corpo e dos extremos, anterior e posterior, articulares e ambos em 1 e 2, e só o posterior no 3.
Se articulam o 1 com os metatarsos respectivos; o 2 com os 1 e 3 e estes, com o 2.